# 340
Правління синів Костянтина Великого у Римській імперії. У Китаї правління династії Цзінь. В Індії починається період імперії Гуптів.  В Японії триває період Ямато. У Персії править династія Сассанідів.
На території лісостепової України Черняхівська культура. У Північному Причорномор'ї готи й сармати.

## Події
- Костянтин II пішов війною на брата Константа, але біля міста Аквілея, потрапив у засідку й загинув.
- Констант залишився єдиним правителем Західної Римської імперії.

## Померли
- Костянтин II
- Святий Олександр